# Glitterdrongo
Glitterdrongo (Dicrurus bracteatus) är en fågel i familjen drongor inom ordningen tättingar.

## Utseende och läte
Glitterdrongo är en helsvart tätting med nedåtböjd näbb och lång, kluven stjärt som böjer sig ut på sidorna. Adulta fåglar har lysande röda ögon, medan ungfåglarnas är mörka. I bra ljus syns att fjäderdräkten är metalliskt glänsande. Lätena är hårda och skriande, ofta med invävda härmningar från andra arter som törnkråkor och kungsfiskare.

## Utbredning och systematik
Glitterdrongon har en vid utbredning från Moluckerna i Indonesien österut till Salomonöarna och söderut till Australien. Den delas in i elva underarter:
- Dicrurus bracteatus morotensis – förekommer på Morotai (Moluckerna)
- Dicrurus bracteatus atrocaeruleus – förekommer på Halmahera i norra Moluckerna
- Dicrurus bracteatus buruensis – förekommer på Buru (södra Moluckerna)
- Dicrurus bracteatus amboinensis – förekommer i södra Moluckerna (Seram, Ambon, Haruku och Saparua)
- Dicrurus bracteatus carbonarius – förekommer i Aruöarna, Nya Guinea (inkl. norra Torres sund), Louisiaderna, D'Entrecasteaux-öarna
- Dicrurus bracteatus laemostictus – förekommer på Niu Briten (Bismarckarkipelagen)
- Dicrurus bracteatus meeki – förekommer på Guadalcanal i Salomonöarna
- Dicrurus bracteatus longirostris – förekommer på Makira i Salomonöarna
- bracteatus-gruppen
  - Dicrurus bracteatus baileyi – förekommer i norra Australien (Kimberley i Arnhem land och Melvilleön)
  - Dicrurus bracteatus atrabectus – förekommer på öar i södra Torres sund och Kap Yorkhalvön, i söder till Burdekin River
  - Dicrurus bracteatus bracteatus – förekommer i östra Australien (Burdekin River, Queensland till södra kust New South Wales)

Genetiska studier visar att den är närbesläktad med lyrdrongon. Underarterna buruensis, amboinensis, morotensis, atrocaeruleus, carbonarius och laemostictus har alla föreslagits utgöra egna arter, baserat på skillnader i utseende och läte.

## Levnadssätt
Glitterdrongon hittas i en rad olika miljöer. Den ses ofta sitta väl synligt på en utkiksplats, varifrån den gör utfall för att fånga insekter.

## Status
Arten har ett stort utbredningsområde och beståndet anses stabilt. Internationella naturvårdsunionen IUCN listar den därför som livskraftig (LC).

## Bilder

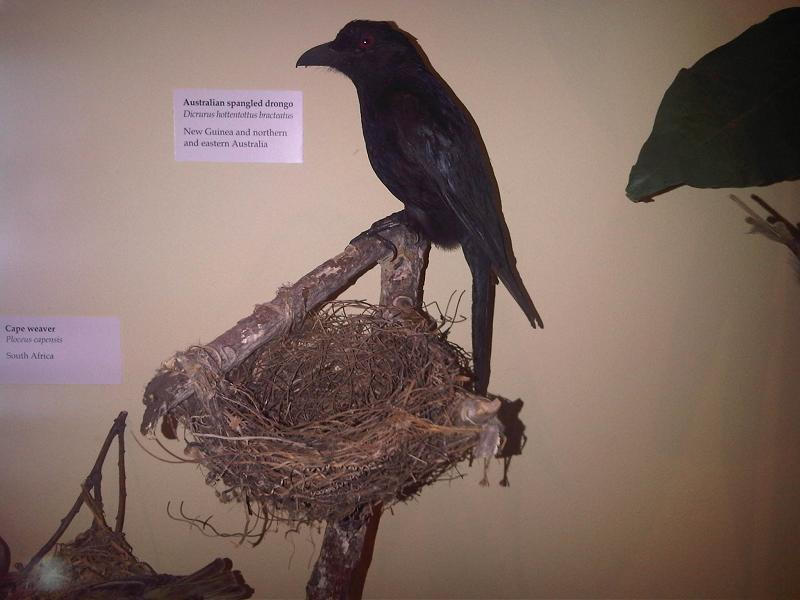
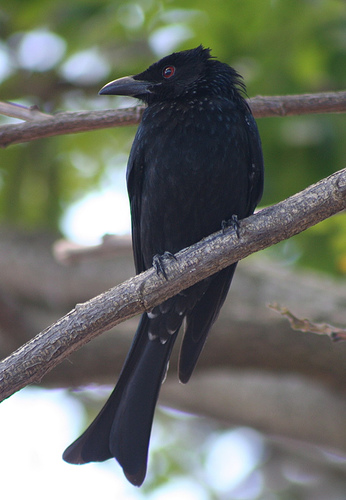
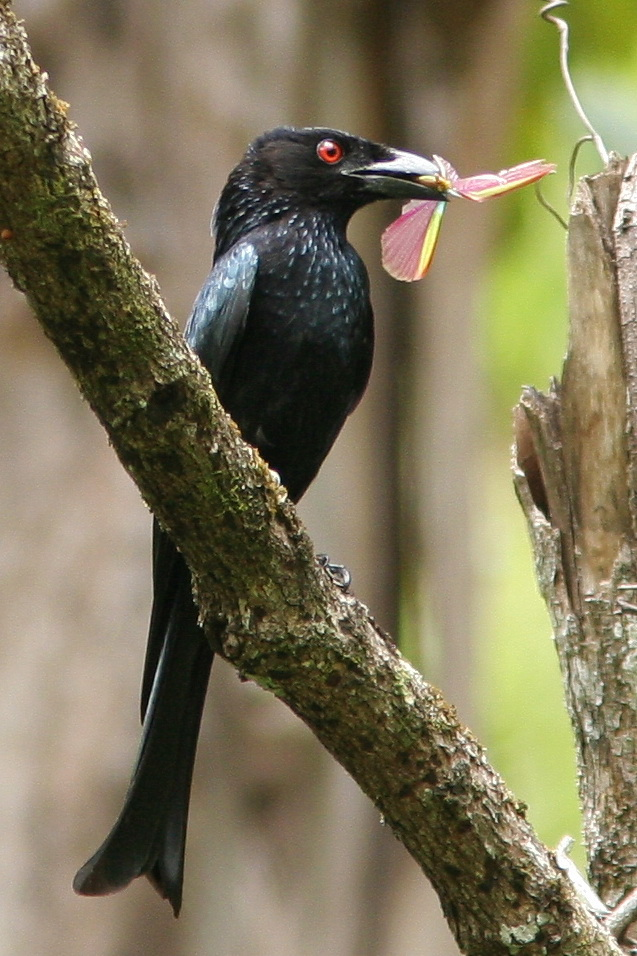
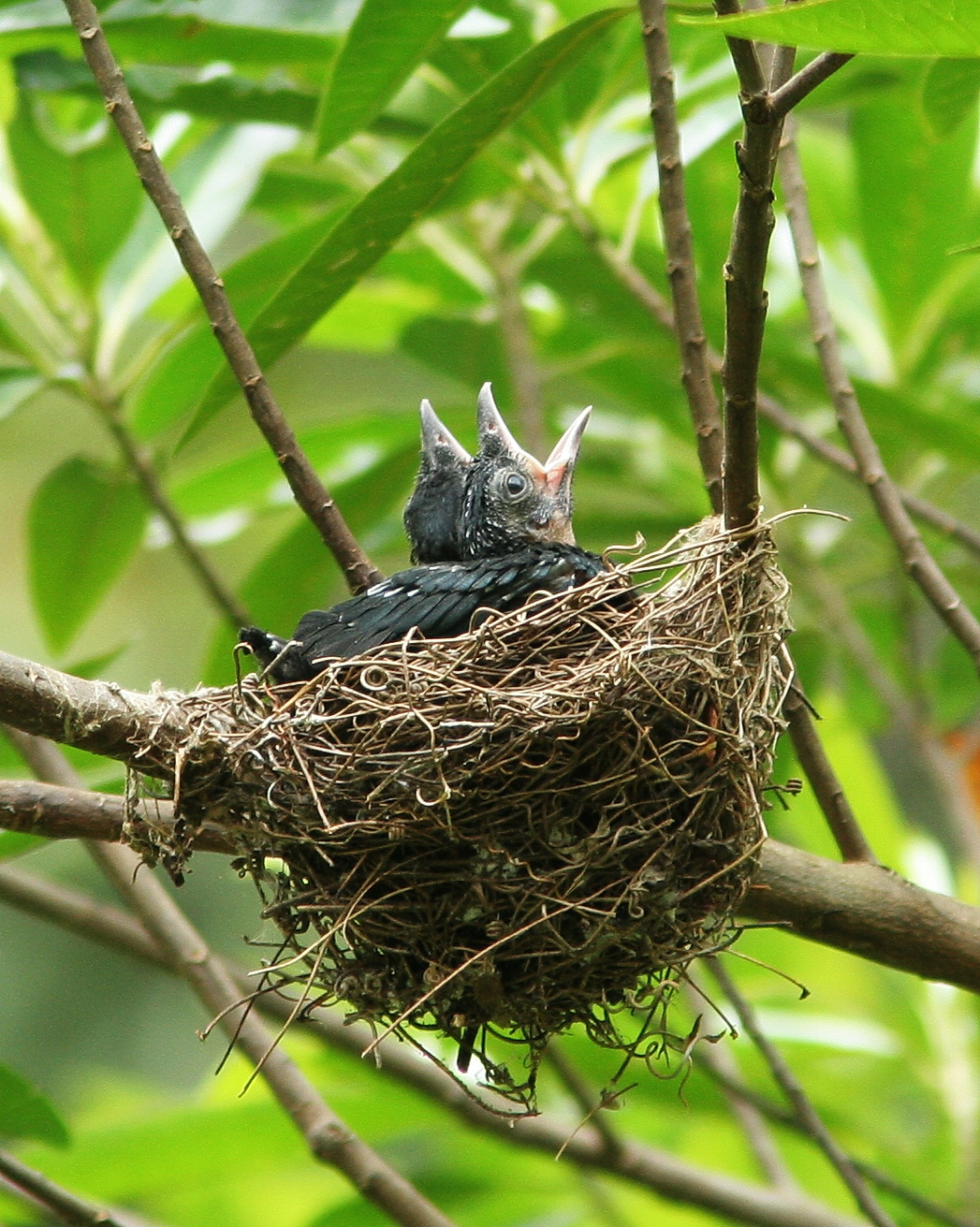